# جانيت ويلسون
جانيت ويلسون (بالإنجليزية: Janet Wilson)‏ هي أكاديمية نيوزيلندية، ولدت في 1948.